# مریم‌گلی یخچالی
مریم‌گلی یخچالی (نام علمی: Salvia frigida) نام یک گونه از سرده مریم‌گلی است.